# Vorsicht, Trinkwasser!
Vorsicht, Trinkwasser! (im englischen Original: Don’t Drink the Water) ist der deutsche Titel einer Farce aus dem Jahr 1966. Es handelt sich bei dem Werk um das erste Bühnenstück des US-amerikanischen Komikers Woody Allen. Die Komödie wurde am 17. November 1966 im Morosco Theater in New York City uraufgeführt. Die deutschsprachige Erstaufführung fand am 9. Januar 1982 an den Bühnen der Landeshauptstadt Kiel statt.

## Handlung
Die Handlung spielt in der US-Botschaft eines fiktiven Landes hinter dem Eisernen Vorhang. Der Botschafter, James F. Magee, hat eine dringende Reise anzutreten und muss während seiner Abwesenheit notgedrungen seinen tollpatschigen Sohn Axel mit der Führung der diplomatischen Geschäfte betrauen.
Kaum ist der Vater abgereist, poltern Walter Hollander, seine Frau Marion und deren bezaubernde Tochter Susan in die Botschaft und stellen Axel vor eine brisante Aufgabe: Hollander, ein patriotischer US-Amerikaner und Besitzer eines Partyservice, befindet sich mit seiner Familie auf einer Urlaubsreise durch Europa und gibt sich dabei seinem neuen Hobby, der Fotografie, hin. Unbeabsichtigt hat er dabei einige „harmlose“ Aufnahmen in einem Sperrgebiet gemacht und wird daher nun von Krojack, dem Chef der Geheimpolizei, der Spionage verdächtigt und verfolgt.
Krojack fordert die Auslieferung, Axel jedoch sieht seine Stunde gekommen und gewährt der Familie Asyl – schließlich habe man mit solchen Vorkommnissen Erfahrung. Davon zeugt zum Beispiel Vater Drobney, ein Geistlicher, der sich vor sechs Jahren ebenfalls durch Flucht in die Botschaft einer Verfolgung entzogen hat und sich nun mit dem Studium und der Vorführung verschiedener Zaubertricks die Zeit vertreibt.
Während die personifizierte Katastrophe namens Axel sich in die reizende Susan verliebt und dabei von einem Fettnäpfchen ins nächste tritt, bringt Walter durch seine aufbrausende Art ebenfalls Unruhe in die Botschaft und lässt gleichzeitig kein gutes Haar an Axel. Dieser setzt alle Hebel in Bewegung, um die Hollanders aus ihrer misslichen Lage zu befreien und organisiert sogar einen Austausch gegen einen gefangenen Agenten der Gegenseite. In der Aufregung vergisst er jedoch völlig, dass mit dem Sultan von Bashir Besuch ins Haus steht, von dessen Zufriedenheit ein wichtiges Ölgeschäft abhängt. Natürlich geht alles schief: Der Gefangenenaustausch platzt, weil der Agent kurz vor seiner Wiedereinbürgerung Selbstmord begeht, während der Sultan von Bashir bei seiner Ankunft von Walter aufs Gröbste beleidigt wird. Derweil wird die Botschaft von Demonstranten belagert, die von der Agitation Krojacks angestachelt die Auslieferung der Amerikaner fordern und gar Bomben in das Botschaftsgebäude werfen.
Schließlich hat Axel in all dem Chaos aber doch die zündende Idee: Nachdem der Sultan von Bashir während des zu seinen Ehren arrangierten Festaktes überreichlich dem Alkohol zugesprochen hat, steckt er kurzerhand Walter und Marion Hollander in dessen Gewänder. So können beide – verkleidet als der Sultan und seine Hauptfrau – unerkannt die Botschaft verlassen. Die Tochter, die sich stark zu Axel hingezogen fühlt, willigt dagegen ein, seine Frau zu werden und gewinnt auf diese Weise gleichzeitig auch diplomatische Immunität. Die Hollanders sind somit am Ende aus ihrer Lage erlöst und auch Axel profitiert von der verfahrenen Situation, indem er die hübsche Susan gewinnt.